# デヨージナーゼ
デヨージナーゼ（deiodinase）またはヨウ素ペルオキシダーゼ（iodide peroxidase）は、甲状腺ホルモンの活性化、失活化に関わる酵素である。一般に、T4（チロキシン）は標的細胞のデヨージナーゼによってT3（トリヨードチロニン）に変換される。
| 酵素                         | 補欠分子族 | 遺伝子           |
| ---------------------------- | ---------- | ---------------- |
| ヨードチロニンデヨージナーゼ | セレン     | DIO1, DIO2, DIO3 |
| ヨードチロシンデヨージナーゼ | フラビン   | IYD              |